# Labry
Labry é uma comuna francesa na região administrativa de Grande Leste, no departamento de Meurthe-et-Moselle. Estende-se por uma área de 5,95 km². Em 2010 a comuna tinha 1 612 habitantes (densidade: 270,9 hab./km²).